# بحث وتطوير

رسم توضيحي لعملية البحث والتطوير.

الإنفاق على البحث والتطوير كنسبة من الناتج المحلي الإجمالي (2015) حسب معلومات البنك الدولي

مصطلح البحث والتطوير (بالإنجليزية research and development ويشيع استخدام الاختصار R&D)، هو أحد أبرز المصطلحات المتداولة في أوساط البحث العلمي. منظمة التعاون الاقتصادي والتطوير OECD تعرّف البحث والتطوير على أنه «العمل الإبداعي الذي يتم على أساس نظامي بهدف زيادة مخزون المعرفة، بما في ذلك معرفة الإنسان، الثقافة والمجتمع، واستخدام مخزون المعرفة هذا لإيجاد تطبيقات جديدة».

## البحث والتطوير في العالم
في ظل التنافس المحموم بين الدول والشركات في عالم يتغير بسرعة، فقد بات من الضروري التركيز على قطاع البحث والتطوير بهدف مراجعة وتنقيح التصاميم والتقنيات المتوفرة، وزيادة كفاءة عمليات الإنتاج وتحسين المنتجات الحالية وابتكار منتجات جديدة من أجل مواجهة المنافسين ومتابعة التغيرات المستمرة في رغبات الزبائن.
بالإضافة للأهمية العلمية والتقنية لنشاطات البحث والتطوير، فإن نشاطات البحث والتطوير من الناحية الاقتصادية تعكس رغبة الدولة أو المؤسسة في أن تتنازل عن جزء من إيراداتها وأرباحها الحالية في سبيل تحسين كفاءتها وإيراداتها المستقبلية وذلك عبر توظيف جزء من الإيرادات الحالية للدولة أو المؤسسة في أنشطة بحثية يؤمل أن تؤتي ثمارها في المستقبل. إلا أن الكثير من الأبحاث قد لا تأتي بالنتائج المرجوة، وهو ما يطرح العديد من التحديات أمام ممولي الأبحاث. ففي مجال الأدوية في الولايات المتحدة مثلا ًفإن من كل عشرة أدوية محتملة تتجاوز الأبحاث الأساسية هناك دواء واحد فقط ينجح في تجاوز كل مراحل التطوير وينجح في الوصول إلى السوق. ولذا فمن الشائع في الولايات المتحدة أن تركز الجامعات على الأبحاث والتجارب الأساسية في مجال الأدوية في حين تكرس الشركات جهودها على تطوير الأدوية المحتملة التي تخرج بها نتائج أبحاث الجامعات.
هذا وتقوم العديد من الدول بتقديم الحوافز والإعفاءات الضريبية للشركات والمؤسسات التي تقوم بالبحث والتطوير. وفي كثير من الأحيان تتحالف عدة شركات أو مراكز أبحاث أو دول معا ً في تحالفات للبحث والتطوير، ولعل من أشهر تلك التحالفات هو برنامج الإطار السابع (Seventh Framework Programme (FP7 الخاص بدول الاتحاد الأوروبي.
في عام 2006 كان أكبر المنفقين على البحث والتطوير في العالم هم الولايات المتحدة (343 مليار دولار سنويا ً)، يليها الاتحاد الأوروبي (231 مليار دولار)، ثم الصين (136 مليار دولار) ثم اليابان (130 مليار دولار). وعند مقارنة الإنفاق على البحث والتطوير كنسبة إلى الناتج المحلي الإجمالي للدول، فإن أكبر عشرة دول هي إسرائيل (4.5%)، السويد (3.7%)، فنلندة (3.45%)، اليابان (3.4%)، كوريا الجنوبية (3.2%)، سويسرا (2.9%)، آيسلندة (2.8%)، الولايات المتحدة (2.6%)، ألمانيا (2.5%) ثم النمسا (2.45%).
بشكل عام فإن متوسط ما تنفقه شركة صناعية في الولايات المتحدة على البحث والتطوير هو 3.5% من إيراداتها. إلّا أن هذه النسبة تختلف بشدة من شركة إلى أخرى. فشركات التكنولوجيا العالية High-Tech كثيرا ً ما تنفق نسب كبيرة من إيراداتها على الأبحاث. فشركة نوفارتس للأدوية مثلا ً تنفق 15.1% من إيراداتها على البحث والتطوير، وتصل النسبة في شركة مثل إريكسون إلى 24.9% من إيراداتها.
البحث والتطوير (R&D)، هي عبارة لم يسمع بها أحد في أوائل القرن العشرين، أصبحت منذ ذلك الحين كلمة عالمية في الدول الصناعية. إن مفهوم البحث قديمُ قدم العلم، ومع ذلك فإن مفهوم العلاقة بين البحث والتطوير لم يُعْتَرَف بها بشكل عام حتى الخمسينيات من القرن العشرين. البحث والتطوير هو بداية معظم أنظمة الإنتاج الصناعي، فعادة ما يكون للابتكارات التي تخرج بمنتجات جديدة جذور في البحث وقد اتبعت مسارًا من فكرة في المختبر إلى الإنتاج التجريبي أو النموذج الأولي وبدء التصنيع إلى مرحلة الإنتاج الكامل ودخول السوق. أساس أي ابتكار هو اختراع، وفي الواقع، يمكن تعريف الابتكار على أنه تطبيق الاختراع على حاجة سوقية كبيرة، وتأتي الاختراعات من البحث والتحقيق الدقيق والمركّز والمستدام، والتجربة والخطأ بشكل متكرر. يمكن أن يكون البحث أساسيا أو تطبيقيًا، وهو فارق أُوجد في النصف الأول من القرن العشرين.
يُعرَّف البحث الأساسي بأنه عمل العلماء وغيرهم ممن يتابعون أبحاثهم دون أهداف واعية بخلاف رغبتهم في كشف أسرار الكون، في البرامج الحديثة للبحث والتطوير الصناعي لا يكون البحث الأساسي «خالصا» (يسمى أحيانًا البحث الخالص "pure research")؛ فهو عادة ما يُوَجَّه نحو هدف عام مثل التحقيق في حدود التقنية التي تعد بمعالجة مشاكل صناعة معينة، مثال على ذللك هو البحث الذي يُجْرَى على التضفير الجيني أو الاستنساخ في مختبرات شركات الأدوية.
ينقل البحث التطبيقي نتائج البحث الأساسي إلى نقطة يمكن استغلالها تلك النتائج لتلبية حاجة معينة ويزيد في مرحلة البحث والتطوير الخطوات اللازمة للخروج بمنتج أو عملية جديدة أو معدلة في إلى الإنتاج التجاري. في أوروبا والولايات المتحدة واليابان، كان المفهوم الموحد للبحث والتطوير جزءًا لا يتجزأ من التخطيط الاقتصادي سواء من قبل الحكومة أو من قبل شركات الصناعة الخاصة.
جرت أول محاولة منظمة لتسخير المهارات العلمية لتلبية الاحتياجات المجتمعية في تسعينيات القرن التاسع عشر، عندما كانت الحكومة الثورية الشابة في فرنسا تدافع عن نفسها ضد معظم بقية أوروبا، وكانت النتائج رائعة، نجحوا بتطوير القذائف المدفعية وخطوط الإشارة، ومنطاد المراقبة، والطريقة الأولى لصنع البارود بخصائص متسقة كل هذه الابتكارات تمت خلال تلك الفترة.
ومع ذلك، لم تلقى فكرة البحث والتطوير عبر علماء ذلك الاهتمام ومر نصف قرن آخر قبل أن يبدأ قطاع الصناعة في طلب خدمات العلماء وبحوثهم. في البداية كان العلماء يتألفون من عدد قليل من الأفراد الموهوبين، مثلا: روبرت بنزن من ألمانيا كان يقدم المشورة بشأن تصميم الأفران العالية، أما العالم ويليام هنري بيركن في إنجلترا شرح كيف يمكن تصنيع الأصباغ في المختبر ثم في المصنع. وأما ويليام طومسون (اللورد كلفن) من اسكتلندا فقد أشرف على تصنيع كابلات الاتصالات. وفي الولايات المتحدة أنتج البلجيكي ليو بيكلاند مادة الباكليت وهي أول مادة بلاستيكية. كان هناك مخترعون أيضًا مثل جون بويد دنلوب، وصمويل مورس، وألكسندر جراهام بيل، الذين يدينون بنجاحهم إلى الحدس والمهارة والفطنة التجارية أكثر من الفهم العلمي.
بينما كانت الصناعة في الولايات المتحدة ومعظم أوروبا الغربية لا تزال تتغذى على أفكار الأفراد المنعزلين، كان يجري في ألمانيا بذل جهد مخطط بعناية لإستغلال الفرص التي جعلها التقدم العلمي ممكنًا، شركات ألمانية مثل سيمنز، كروب، زايس وآخرون كانوا ينشئون مختبرات، وفي وقت مبكر من عام 1900 وظفوا عدة مئات من الأشخاص في البحث العلمي، وفي عام 1870 تم إنشاء Physicalische Technische Reichsanstalt (المعهد الإمبراطوري للفيزياء والتكنولوجيا) لوضع معايير مشتركة للقياس في جميع أنحاء الصناعة الألمانية، تبع ذلك إنشاء Kaiser Wilhelm Gesellschaft (أعيدت تسميته لاحقًا باسم جمعية ماكس بلانك لتقدم العلوم)، والتي قدمت تسهيلات للتعاون العلمي بين الشركات.
في الولايات المتحدة، أنشأت شركة Cambria Iron معملًا صغيرًا في عام 1867، كما فعلت سكة حديد بنسلفانيا في عام 1875. وكانت الحالة الأولى لمختبر تم الإنفاق عليه بجزء كبير من إيرادات الشركة الأم هي لشركة Edison Electric Light Company ، الذي كان يوظف 20 موظفًا في عام 1878. وتأسس المكتب الوطني الأمريكي للمعايير في عام 1901 بعد 31 عامًا من نظيره الألماني، ولم تبدأ الشركات الأمريكية الكبرى في التعامل مع البحث والتطوير بجدية إلا في السنوات التي سبقت الحرب العالمية الأولى مباشرة. في هذه الفترة قامت شركة جنرال إلكتريك، وداو دوبونت، والهاتف والتلغراف الأمريكية (إيه تي أند تي)، وويستنجهاوس، وإيستمان كوداك، وستاندرد أويل بإنشاء مختبرات لأول مرة.
بإستثناء ألمانيا، كان التقدم في أوروبا أبطأ، عندما تأسس المختبر الفيزيائي الوطني في إنجلترا عام 1900، كان هناك تعليق عام كبير على الخطر الذي يتعرض له المركز الاقتصادي لبريطانيا بسبب الهيمنة الألمانية في مجال البحوث الصناعية، ولكن لم يكن هناك سوى القليل من الإجراءات، وحتى في فرنسا التي كان لها سجل بارز في العلوم الأساسية كان تعمقهم في البحوث الصناعية ضئيلًا.
تسببت الحرب العالمية الأولى بتغير جذري، حيث كشفت محاولات التوسع السريع في صناعة الأسلحة في الدول المتحاربة وكذلك في معظم الدول المحايدة عن نقاط ضعف في التقنية وكذلك في التنظيم وأدت إلى تقدير فوري للحاجة إلى مزيد من الدعم العلمي، ونتيجة لهذا تأسس قسم البحث العلمي والصناعي في المملكة المتحدة عام 1915، والمجلس القومي للبحوث في الولايات المتحدة عام 1916، وقد أوكلت لهذه الهيئات مهمة تحفيز وتنسيق الدعم العلمي للمجهود الحربي، ومن الإنجازات طويلة الأجل لهذه الهيئات هي إقناع الصناعيين في بلدانهم وفي بلدان أخرى، بأن البحث والتطوير الملائمين والمُجريين بشكل صحيح ضروريان للنجاح.
في نهاية الحرب، شرعت الشركات الكبرى في جميع البلدان الصناعية في خطط طموحة لإنشاء مختبرات خاصة بها؛ وعلى الرغم من الارتباك الحتمي في التحكم في أنشطة تلك المختبرات التي كانت إضافة جديدة لمعظم تلك الشركات، فقد تبع ذلك عقد من التقدم التقني الملحوظ. تطورت السيارة والطائرة وجهاز الاستقبال الإذاعي وهاتف المسافات الطويلة والعديد من الاختراعات الأخرى من ألعاب مزاجية إلى آليات موثوقة وفعالة في هذه الفترة، إن التحسن الواسع في الكفاءة الصناعية الناتج عن هذا الجرعة الأولية للجهد العلمي في مجال الصناعة ذهبت نتائجة بعيدًا لتعوض تدهور الوضع المالي والاقتصادي.
جائت الضغوط الاقتصادية على الصناعة التي أحدثها الكساد الكبير إلى مستويات حادة في أوائل الثلاثينيات من القرن العشرين، وبدأت الشركات الكبرى في البحث عن وفورات في نفقات البحث والتطوير، ولم يعد مستوى الجهد المبذول في الولايات المتحدة وبريطانيا إلى مستوى عام 1930 حتى قيام الحرب العالمية الثانية، وكان للكساد نفس التأثير في معظم أنحاء القارة الأوروبية، وفي كثير من البلدان منع مسار الحرب الانتعاش بعد عام 1939، تميل الأيديولوجية النازية في ألمانيا إلى أن تكون معادية للبحث العلمي الأساسي (غير التطبيقي)، وتركزت الجهود على العمل قصير المدى.
قدمت الصورة في نهاية الحرب العالمية الثانية تناقضات حادة، فلقد دُمرت الصناعة في أجزاء كبيرة من أوروبا، لكن الولايات المتحدة كانت أقوى بكثير من أي وقت مضى، في الوقت نفسه أثمرت تلك الحرب عن إنجازات مذهلة للرجال الذين أنتجوا الرادار والقنبلة الذرية والصاروخ V-2 وخلقت وعيًا عامًا لدى القطاع الصناعي بالقيمة المحتملة للبحث والتطوير وقد ضمن ذلك له مكانًا رئيسيًا في خطط ما بعد الحرب، إلا أنه كان هناك عائق أمام البحث والتطوير بسبب النقص في الأشخاص المدربين ومتطلبات العمل الأكاديمي وأشكال العمل الأخرى.
منذ عام 1945، ازداد عدد المهندسين والعلماء المدربين في معظم البلدان الصناعية بشكل سنوي، وركزت الجهود الأمريكية في البحث والتطوير على الطائرات والدفاع والفضاء والإلكترونيات والحواسيب، وبشكل غير مباشر استفادت الصناعة الأمريكية بشكل عام من هذا العمل، وهو وضع يعوض جزئيًا عن حقيقة أن المناطق غير العسكرية على وجه التحديد تواجه نقصا في عدد العاملين في الولايات المتحدة وهو أقل مقارنة بعدد سكان تلك المناطق من البلدان الأخرى.
خارج المجالات الجوية والفضائية والدفاعية، يتبع مقدار الجهد المعطى للبحث والتطوير في الصناعات المختلفة بنفس النمط في البلدان المختلفة وهي حقيقة ضرورية بسبب متطلبات المنافسة الدولية. (كان الاتحاد السوفيتي السابق استثناءً حيث خصص موارد أقل من البحث والتطوير للبرامج غير العسكرية مقارنة بمعظم الدول الصناعية الأخرى). ومن النقاط المهمة أن دولًا مثل اليابان التي ليس لديها طائرات أو صناعات فضائية عسكرية مهمة، لديها عدد أكبر من القوى العاملة المتاحة لإستخدامها في القطاعات المدنية الأخرى، ويشهد لهذا تفوق اليابان في مجال الإلكترونيات الاستهلاكية والكاميرات والدراجات النارية ومكانتها القوية في سوق السيارات العالمي على نجاح جهودها في ابتكار المنتجات وتطويرها.

## مختبرات الشركات

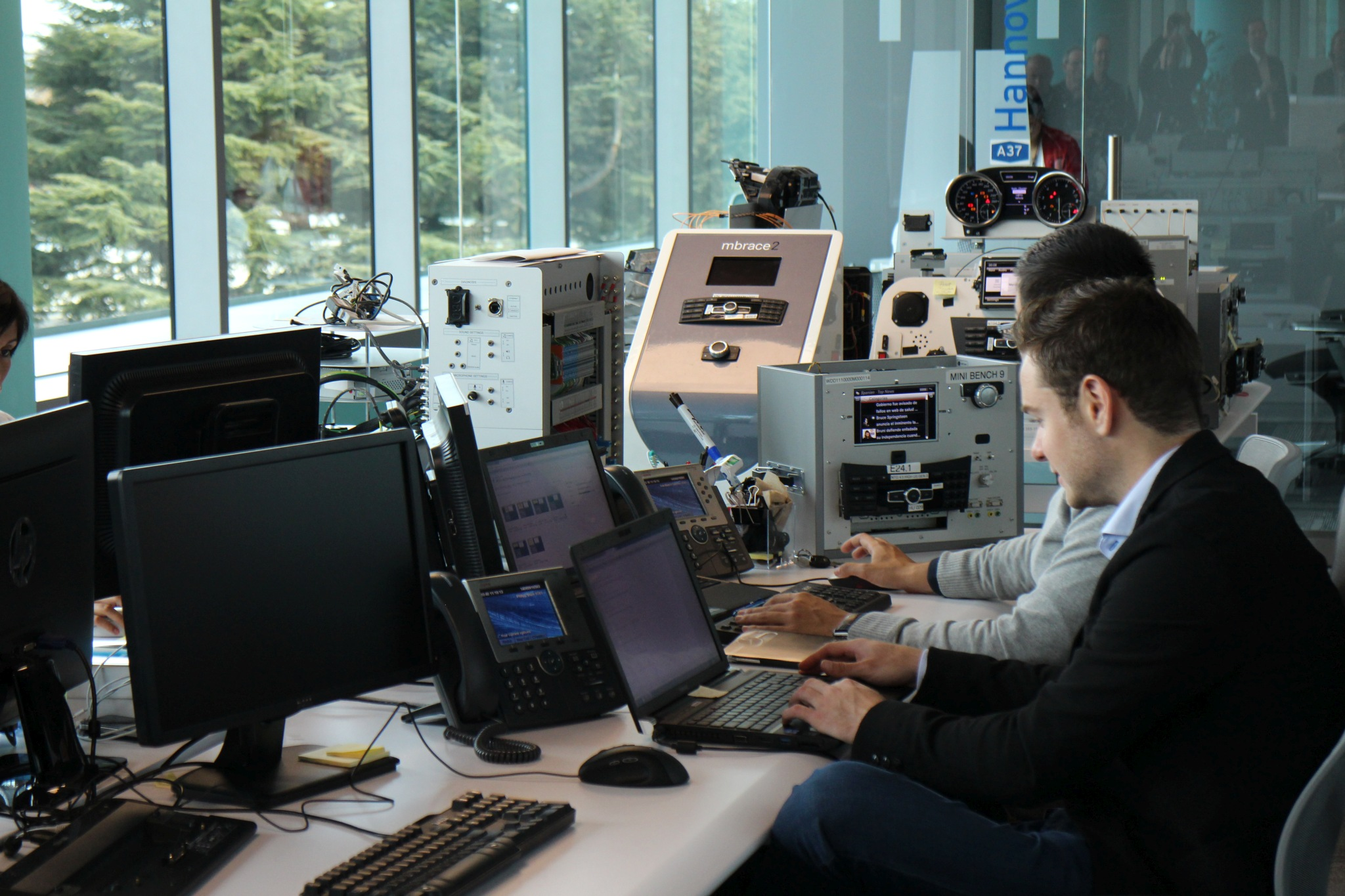
مركز مرسيدس بنز للبحث والتطوير في أمريكا الشمالية

تنقسم مختبرات الشركات إلى ثلاث فئات واضحة: مختبرات البحث ومختبرات التطوير ومختبرات الاختبار.
تقوم المختبرات البحثية بإجراء البحوث الأساسية والتطبيقية وعادة ما يدعمون كل أقسام الشركة ككل وليس قسم واحد منها، لذا هذا النوع من المختبرات تُرفع تقاريرها إلى أعلى مستويات إدارة الشركة أو حتى إلى مجلس الإدارة. تُعد مختبرات AT&T Bell الذراع البحثية لشركة AT&T مثالاً بارزًا، فهناك تم تطوير الترانزستور والكابل المحوري، وتم تنفيذ أعمال رائدة في الاتصالات الساتلية، كما تم تطوير العديد من ابتكارات الكمبيوتر.
تلتزم مختبرات التطوير بشكل خاص بدعم عمليات أو خطوط إنتاج معينة، وهذه المختبرات تكون عادة تحت السيطرة المباشرة للقسم المسؤول عن التصنيع والتسويق وغالبًا ما يكونون بالقرب من منطقة التصنيع، تستخدم العديد من أقسام الشركات مختبرات التطويرالخاصة بها بشكل متكرر لحل المشكلات التي تواجهها، وتحافظ مختبرات التطوير على اتصالات وثيقة مع الأشخاص في التصنيع والتسويق والمبيعات والإدارات الأخرى التي تتحمل مسؤوليات عن المنتجات أو العمليات.
قد تخدم المختبرات الإختبارية شركة كاملة أو مجموعة شركات أو مؤسسة تصنيع واحدة فقط، وهي مسؤولة عن مراقبة جودة المخرجات، وهذا يتطلب غالبًا تحليلات كيميائية وفيزيائية ومعدنية للمواد الواردة لعمليات التصنيع بالإضافة إلى فحوصات في كل مرحلة من مراحل عمليات الإنتاج، وقد تكون هذه المختبرات جزءًا من منظمة تصنيع، لكن العديد من الشركات تمنحها وضعًا مستقلًا.

## المختبرات الحكومية
يختلف النمط الذي تتبعه الدول المختلفة بشكل كبير عن الشركات، مثلا السياسة العامة لحكومة الولايات المتحدة لم تكن تريد إنشاء مختبرات خاصة بها حتى للأعمال العسكرية، بل كانت تهدف إلى تقديم عقود البحث والتطوير على أساس العطاءات التنافسية إلى القطاع الخاص، وكان السبب الأكثر أهمية لتلك السياسة هو الاعتقاد بأن المكان المناسب لتطوير المعدات يجب أن يكون قريب جدًا من المكان الذي سيتم تصنيعها فيه في النهاية (وهي شركات القطاع الخاص الصناعية).
توجد هناك استثناءات لتلك للقاعدة في الولايات المتحدة، الأول هو نوع المختبر الذي يمثله المكتب الوطني للمعايير وهو سلطة مركزية معنية بمشاكل القياس والتوحيد، نوع آخر من المختبرات المدعومة حكوميا هو نوع المختبر الذي تدعمه وزارة الزراعة الأمريكية والذي أنشأته الحكومة الفيدرالية الأمريكية إيمانًا منها بأن البحث في هذا المجال ضروري ولكن الصناعة الزراعية لم يكن لديها الموارد المالية اللازمة لإنشاء هكذا مختبرات، أدى الدعم المستمر من الإدارات المتعاقبة إلى قيام هيئة كبيرة وموثوقة بإجراء أبحاث في مجال واسع لصالح المجتمع الزراعي وبالتالي تكون الفائدة بشكل غير مباشر للأمة الأمريكية بأكملها.
نوع ثالث من المختبرات الحكومية ترعاه هيئة الطاقة الذرية الأمريكية وإدارة أبحاث الطاقة والتنمية ومكتب أبحاث الطاقة التابع لوزارة الطاقة الأمريكية. في هذه الحالة أدركت حكومة الولايات المتحدة حالة الخطر وكذلك الفرصة التي لم يكن من الممكن التعامل معها من قبل شركات القطاع الخاص، ولذلك أنشأت هيئة للتعامل مع الموقف وتخصيص الأموال بشكل مباشر والحفاظ على التحكم الدقيق في أهداف وتوقيت أبحاث المختبرات. تواجه وكالة ناسا تحديًا مماثلًا، وعلى الرغم من أن الكثير من أعمال البحث والتطوير التفصيلية يتم التعاقد عليها مع القطاع الخاص إلا أن الأعمال البحثية الأكثر أهمية يتم التعامل معها مباشرة من قبل المنظمات المركزية عبر مختبراتها البحثية التابعة للحكومة الأمريكية.
في المملكة المتحدة كان هناك نوع مختلف من السياسة، حيث تدعم المختبرات الحكومية متطلبات القوات المسلحة وتجري قدرًا كبيرًا من الأبحاث الأساسية والتطبيقية التي تنبثق عنها أسلحة وتقنيات عسكرية جديدة، وتلعب المختبرات الحكومية دورًا رئيسيًا في التفاوض بشأن العقود المبرمة مع الصناعة الخاصة ومراقبتها من أجل التطوير والإنتاج النهائي لمعدات القوات المسلحة البريطانية، بالإضافة إلى المختبرات الحكومية التي تركز على البحث العسكري والتطوير العسكري، تدعم حكومة المملكة المتحدة المؤسسات المدنية مثل المختبر الهندسي الوطني. تتمتع هذه المختبرات البحثية بدرجة كبيرة من الاستقلالية في اختيار المشاريع التي ستحقق أكبر فائدة للصناعة ككل ونتائجها البحثية متاحة للجميع، وتحافظ هذه المختبرات على اتصال وثيق مع جمعيات البحث (انظر أدناه جمعيات البحث) ومع الصناعة الخاصة ويحاولون تركيز عملهم في المجالات التي لسبب أو لآخر لم يتم تغطيتها في مكان آخر.
وفي ألمانيا تقع مسؤولية البحث الدفاعي كما في المملكة المتحدة على عاتق سلسلة من المختبرات الحكومية ولكنها أصغر بكثير من تلك في بريطانيا، ويتم تنفيذ معظم أعمالهم البحثية عبر عقود تعطى لـ جمعيات بحثية، فهم يجرون القليل جدًا من الأبحاث مع الصناعة الخاصة ولا يستدعونها إلا في مراحل لاحقة من التطوير.
اليابان يوجد فيها سلسلة من المختبرات التي تخدم احتياجات الدوائر الحكومية، إنهم يعملون بشكل وثيق مع جمعيات البحث التي تدعم صناعات معينة، فمثلا تقوم المختبرات العسكرية اليابانية بالجزء الأكبر من البحث والتطوير الدفاعي بنفسها، كما أنها مسؤولة عن إبرام العقود مع القطاع الخاص، وعادة ما يتم ذلك في المراحل اللاحقة من التطوير ومن المتوقع أن تؤدي بشكل شبه مباشر إلى الإنتاج.
أما فرنسا فالنظام الفرنسي مشابه، لكن المختبرات الحكومية الخاضعة للرقابة المباشرة أصغر حجمًا ولا تقوم بأكثر من العمل المباشر والمنسق الذي تقوم به جمعيات البحث.
على الرغم من الاختلافات في التنظيم هناك الكثير من القواسم المشتركة بين السلوك اليومي للبحث والتطوير الذي ترعاه الحكومات في جميع البلدان، ويظل عدد صغير نسبيًا من الموظفين الحكوميين على اتصال دائم مع المجتمع العلمي والتقني بأكمله ويصرفون العقود بالطريقة التي يرون أنها ستحقق أفضل استخدام للموارد المتاحة في المصلحة الوطنية الواسعة، إلا أن مسألة كون المختبرات الحكويمة هي تحت السيطرة الحكومية المباشرة وفي بلدان أخرى في تكون مرتبطة بالقطاع الخاص وبلدان أخرى يتم فيها تقسيم المسؤولية بين الحكومة والقطاع الخاص، فهي مسألة تعتبر ذات أهمية ثانوية، وفي كل الحالات يبقى الدعم الحكومي مهم لتلك المختبرات، حتى في الولايات المتحدة مع مختبراتها الحكومية القليلة نسبيًا فإن عقود البحث الحكومية تمثل ما يقرب من نصف نفقات البحث والتطوير في البلاد.

## المختبرات المستقلة
نشأ مفهوم المختبر المستقل الذي يمول نفسه عن طريق بيع الأبحاث مع معهد ميلون في بيتسبرغ قبل الحرب العالمية الأولى، وتواجه المختبرات المستقلة صعوبات هائلة لأن قدرًا كبيرًا من العمل البحثي لا ينتج عنه مكافأة فورية أو واضحة ومن الصعب للغاية إرضاء عملاء تلك الأبحاث بأنهم يحصلون على قيمة مقابل أموالهم التي ينفقونها على شراء الأبحاث. ومع ذلك فإن عددًا من هذه المختبرات المستقلة مثل معهد باتيل التذكاري، معهد كولومبوس، معهد أوهايو، ومعهد ستانفورد للأبحاث (الآن SRI International)، معهد مينلو بارك، معهد كاليفورنيا، أصبحت مختبرات مستقلة كبيرة وناجحة. تقدم هذه المختبرات خدمات بحثية عبر علمائها ذوي المكانة المهنية العالية الذين يغطون فيما بينهم مجموعة واسعة من التخصصات ويجرون دراسات وتحقيقات حول أي موضوع ضمن اختصاصهم مقابل الرسوم التي يتم التفاوض عليها مع كل عميل؛ وعلى الرغم من أنهم لا يتوقعون جني الأرباح، إلا أنهم مطالبون بأن يدعموا أنفسهم.
هناك نوع آخر من المختبرات المستقلة التي تسعى للربح بشكل أساسي من الأمثلة على هذا النوع مختبرات آرثر دي ليتل، إنك، مختبرات جامعة كامبريدج، معهد ماساتشوستس، والتي تدار على أسس تجارية بحتة، وتسعى لتحقيق ربح مجدي تجاريًا من نتائج بحوثها. في أوروبا الغربية هناك منظمة واحدة أو اثنتين فقط من نفس النوع، ولكنها لم تتطور إلى حجم مماثل لتلك الموجودة في أمريكا.
يوجد في كل من أوروبا والولايات المتحدة عدد كبير من المختبرات الصغيرة التي تقدم خدمات تحليلية متخصصة في تخصصات طيفية ومعدنية وخدمات مماثلة في كل الصناعات، معظم عملائها هم شركات الصغيرة والمتوسطة التي تفتقر إلى قدرات بحثية كافية خاصة بها والتي مع مرور الوقت إما أن تقف على أقدامها وتنمو أو تخرج من السوق. لذا فإن الظهور المستمر للشركات الجديدة والحاجة المتزايدة للفهم التقني في الشركات القائمة يؤدي إلى زيادة بطيئة ولكن ثابتة في عدد المختبرات المتخصصة المستقلة التي تخدمها.

## جمعيات البحث
جمعيات البحث (Research associations) تمثل الجزء الأكثر أهمية من جهود البحث والتطوير الصناعي في أوروبا الغربية واليابان، ومعظم هذه الجمعيات معنية بصناعة واحدة، ومن الأمثلة على ذلك الجمعية البريطانية لأبحاث صناعة الزجاج في شيفيلد، ومعهد البترول الفرنسي في باريس، ومعهد ماكس بلانك لأبحاث الحديد في دوسلدورف، ومعهد أبحاث النسيج في يوكوهاما. تهتم هذه المختبرات بشكل أساسي بالمشاكل طويلة الأجل للصناعات التي تخدمها ولكن يتم استدعاؤها في بعض الأحيان لمساعدة المختبرات الحكومية في الصعوبات الفنية الفورية التي تتجاوز صلاحيات الموظفين الحكوميين، في دول أوروبية أخرى غير المملكة المتحدة، تقوم جمعيات البحوث بعمل كبير بموجب عقود مع وزارات الدفاع.

## المختبرات الجامعية
من حيث المبدأ، فإن المختبرات الجامعية مستقلة تمامًا ولها حرية البحث في أي شيء يهمها، في الممارسة العملية كثير من المختبرات الجامعية حريصة على البقاء على اتصال مع الصناعة وتركيز جهودهم البحثية على مشاكل التطبيقات العملية، وبالمثل يرغب علماء الصناعات المختلفة في البقاء على اتصال مع البحث الأكاديمي المتقدم، والنتيجة هي التبادل المستمر بين الجامعات والصناعة، يقترح الصناعيون مشاكل تواجههم لمختبرات البحوث الجامعية ويقدمون الأموال لدعمها، ويعمل موظفي الجامعات كمستشارين لمختلف قطاعات الصناعة. بالإضافة إلى ذلك، قد تلعب الحكومة دورًا مباشرًا من خلال تمويل الأبحاث الجامعية في مجموعة متنوعة من التخصصات ومجالات البحث.
بالنسبة للحكومات فقد أعادت الحرب العالمية الأولى أهمية دعم قواتها المسلحة من خلال صناعة تستخدم أكثر التقنيات العلمية تقدمًا، ومنذ ذلك الحين، أصبح من المقبول عمومًا توجيه الموارد المالية لتشجيع البحث والتطوير لأسباب كالنمو الاقتصادي لشركات وطنية وكذلك الأمن القومي الذي يتحقق عبر دعم القوات العسكرية بأحدث التقنيات، وأدى هذا التوجه لدى الحكومات إلى دعم هائل من موزانة الدولة العامة لأنواع عديدة من المختبرات البحثية السابق ذكرها.
خلال الحرب العالمية الثانية، اقتصر هذا الدعم على البحث والتطوير ذي الأهمية العسكرية المباشرة، ولكن مع الوقت أصبحت أنواع المعدات التي تستخدمها القوات المسلحة واسعة جدًا ومعقدة لدرجة أنه لم يعد من الممكن التمييز بين نتائج البحوث لصناعة التسليح أو الصناعة المدنية فهي كانت ذات قيمة عالية للطرفين، مثلا كانت نتائج الأبحاث في أنظمة الاتصالات المتقدمة، ومحركات الطائرات، وأجهزة الكمبيوتر، ومولدات الطاقة النووية مهمة بنفس القدر للصناعات المدنية والعسكرية. وقد أدى هذا الواقع الجديد بالحكومات إلى أن تصبح أكبر من يرعى البحوث الصناعية.
خلال الستينيات من القرن 20، أصبح من الواضح أن «العرضية»، أو التطبيق المدني والتجاري للعمل المنجز بموجب عقود حكومية للأبحاث الدفاعية أو أبحاث الفضاء كانت تمنح الصناعات التي شاركت ميزة حاسمة على منافسيها، ولا سيما على تلك الشركات الموجودة في البلدان التي لا يتوافر فيها إنفاق حكومي مماثل. ولذا تُعزى هيمنة الشركات الأمريكية في تطوير الكمبيوتر والإلكترونيات الدقيقة بشكل عام إلى هذا السبب، وفي بريطانيا لم يكن من الممكن تحقيق النجاح الباهر لصناعة المحركات الجوية البريطانية بدون تلك العقود الحكومية. كانت هناك أمثلة واضحة على التطور المدني المستمد من الأبحاث الدفاعية المنجزة عبر عقود حكومية مثل أقمار الاتصالات التي استفادت من العمل البحثي على الدفع الصاروخي العسكري، وأمثلة أخرى أكثر وضوح مثل المكونات الإلكترونية الموثوقة للغاية والتي تم تطويرها لجعل الاتصال والسيطرة على المركبات الفضائية أكثر موثوقية، وهي التي جعلت من الممكن إنتاج أجهزة تلفاز ذات عمر افتراضي أطول بكثير من السابق. كان رد فعل معظم الدول الصناعية هو زيادة الدعم الحكومي للبحوث الخاصة، في المملكة المتحدة تولت وزارة التقنية مسؤولية تخصيص الأموال للصناعة الخاصة للمشاريع البحثية التي ليس لها تطبيقات عسكرية مباشرة، وكانت الممارسة المعتادة هي المساهمة بنسبة 50 في المائة من تكلفة العمل البحثي وتوفر الشركة الخاصة الباقي.
في الولايات المتحدة وفي معظم دول أوروبا الغربية، تنشأ عقود البحث التي تعلن عنها الإدارات الحكومية من قرار صادر عن مسؤول تنفيذي موجه علميًا أو تقنيًا في القسم بضرورة القيام بعمل بحثي معين، ويؤدي هذا إلى إعداد مواصفات العمل، والتي يتم عرضها بعد ذلك للصناعة الخاصة ومعاهد البحث الخاصة والجامعات لتقديم العطاءات التنافسية للقيام بالبحث المطلوب.
شروط العقود الحكومية تختلف فمن الشائع تقديم عقود على أساس التكلفة، ويحتفظ المقاول بسجلات لساعات عمل الموظفين والمواد المستخدمة؛ يتم فحصها من قبل مدققي الحسابات الحكوميين ودفع ثمنها بسعر متفاوض عليه، بالإضافة إلى نسبة ثابتة كأرباح للمقاول. الانتقادات لهذا النظام أدت إلى طرح عقود ذات سعر ثابت، ولكن لها عيب يتمثل في أنه غالبًا ما يكون من الصعب تحديد نقطة نهاية عقد البحث بحيث يمكن للمقاول أن يواجه إذا قبل بإتفاقية السعر الثابت تكلفة زائدة عليه مع مرور الوقت، وهناك مشكلة أخرى وهي أنه عندما يتم تحديد نقطة النهاية للبحث بدقة فقد يأتي العرض الأكثر جاذبية من مقاول جاهل بالشروط والذي لن يأخذ بنظرة جادة للغاية للصعوبات التي قد تواجه مؤسسته البحثية فيفشل في تحقيق الشروط عند الموعد النهائي، إلا أن هناك صيغة أخرى تمت تجربتها وهي تقديم العقود على أساس التكلفة بالإضافة إلى الربح الثابت (بدلاً من التكلفة بالإضافة إلى النسبة المئوية).
في جميع هذه الحالات السابقة، يكون الشاغل الرئيسي للوكالة الحكومية التي ترعى العقد البحثي هو إنجاز العمل بأكبر قدر ممكن من الكفاءة، حيث يكمن النجاح الاقتصادي الحقيقي في العمل عالي الجودة أكثر من الأسعار المنخفضة للعقود. وبالتالي، في كل بلد تكون فيه الحكومة داعمًا كبيرًا لعمليات البحث والتطوير الخاصة، أقامت الإدارات الحكومية المعنية بالمجال البحثي أنظمة متطورة لرصد العمل والبقاء على اتصال مع الشركات الخاصة الراغبة في تقديم العطائات للعقود الحكومية. في مرحلة التفاوض على العقود، تحاول الجهة الحكومية الراعية للعقد طرحه في المكان الذي سيتم التعامل معهم فيه بنجاح، وفي نفس الوقت فهم مهتمون بالحفاظ على استمرارية الفرق البحثية التي من المرجح أن تقوم بعمل جيد لهم في مشاريع مستقبلية.
غالبًا ما تكون حقوق براءات الاختراع قضية معقدة عندما يتم إجراء البحوث من قبل القطاع الخاص ولكن الحكومة تدفع ثمنها ولو جزئيًا على الأقل، وفي بعض الحالات تكون الحقوق الملكية حصرية للحكومة وفي حالات أخرى تكون ملكًا للمقاول (القائم بالبحث من القطاع الخاص). ويتمثل أحد الحلول الوسط الشائعة في أن تحتفظ الحكومة بجميع الحقوق عندما تستخدم أي شركة براءات الاختراع لتزويد إدارة حكومية بخدماتها ومنتجاتها القائمة على براءة الاختراع ذات الملكية المشتركة ولكن للمقاول حق للاحتفاظ بالحقوق عندما يتم استعمالها لصالح طرف آخر غير حكومي وبالتالي، يمكن للحكومة أن تُرسي عقود الإنتاج مع أي مقاول تختاره، والشركة التي نفذت البحث التطوير ملزمة بتقديم نتائج الأبحاث إليه، ومع ذلك إذا رغب المقاول الجديد في البيع في السوق المفتوحة فإنه ملزم بالتفاوض على الترخيص ودفع رسوم لمختبرات التطوير الأصلية.
معظم مشاريع البحث والتطوير هي مشاريع ذات فرصة واحدة أي أنها غالبا تعتمد على جدول زمني وميزانية محددة لا تتخطاها، فمثلا يتم تجميع الموارد المالية والبشرية معًا لفترة من الوقت للتركيز على مهمة معينة، مثل تطوير منتج جديد ثم تفكك تلك الموارد ويتم إعادة تخصيصها لمشاريع جديدة، لذا تتطلب إدارة مثل هذه المشاريع نوعًا خاصًا من المنظمات لإدارة موارد المشروع البحثي بطريقة فعالة وللحفاظ على صورة واضحة عن تقدم المشروع، ويجب أن تتجنب هذه المنظمة أيضًا تضارب السلطة المتأصل بين مديري المشاريع ومدراء أقسام التسويق والإنتاج ومن واجباتها تنسيق أعضاء فرق البحث والتطوير الذين تم تعيينهم في أكثر من مشروع ويجب تقسيم وقتهم بين المشاريع المتضاربة التي هم جزء منها.
في الصناعات الخاصة التي يكون فيها الابتكار المستمر والبحث والتطوير أمرًا بالغ الأهمية، مجالات مثل الإلكترونيات والأدوية والروبوتات والفضاء، عندما يعمل قسم البحث والتطوير على مستوى شركة خاصة فيمكن مقارنته بأقسام الإنتاج والتمويل والتسويق في الشركات، حيث تحدد مجموعة الإدارة الصغيرة نسبيًا الأولويات والميزانيات للقسم وتشرف على أنشطة البحث والتطوير، بينما يُعين معظم موظفي البحث والتطوير لنشاط المشروع وتُقدم التقارير إلى مدراء المشروع الفرديين الذين يتمتعون بقدر كبير من الاستقلالية والسلطة على الأشخاص والموارد المطلوبة لإكمال المشروع البحثي.
الغرض الأساسي من مختبرات البحث والتطوير في الصناعة الخاصة هو توفير منتجات جديدة للتصنيع وعمليات جديدة أو محسنة للإنتاج، إحدى الصعوبات التي تواجه مدراء هذه المشاريع هي العلاقة بين تكاليف التطوير والمبيعات المتوقعة، حيث أن المراحل الأولى من التطويرعادة ما تكون ذات نفقات منخفضة، إلا أنها مع الوقت تزداد وتتضخم ثم تنخفض ببطء وتختفي مع التغلب على صعوبات الإنتاج المبكرة واستقرار المنتج في السوق.
وبالمثل، في مرحلة التصنيع يرتفع الإنتاج ببطء في البداية ثم بسرعة أكبر ويصل أخيرًا إلى مرحلة الاستقرار، وبعد فترة من الوقت يبدأ الإنتاج في الانخفاض فتنخفض المبيعات تدريجيًا حيث يصبح المنتج قديمًا أو يتم استبداله بمنتج جديد.
زفي أي وقت قد يكون لدى الشركة عدد من المنتجات في مراحل مختلفة من التطوير، لذا يجب على مدراء المشروع البحثي التأكد من أن جهد التطوير الإجمالي المطلوب ليس أكبر أو أقل بكثير من الموارد البشرية والمالية المتاحة لهم، ويجب أن يكون مدراء الإنتاج مقتنعين بأن الطلبات النهائية لنتائج المشروع البحثي من منتجات ستكون كافية لإبقائهم مشغولين بالإنتاج ولكن لا يعني هذا أن يتخطى الطلب قدرتهم الإنتاجية فلا يمكنهم تحمل أعباء زائدة لأنهم قد يخسرون السوق.
للحفاظ على مثل هذه الحالة المتوازنة، يلزم طرح مقترحات جديدة للبحث والتطوير بشكل مستمر، ويجب دراسة كل منها من قبل خبراء تقنيين وتجاريين وماليين وتصنيعيين، إذن، فإن التخطيط داخل مؤسسة البحث والتطوير يتكون من اختيار لتطوير منتجات وعمليات جديدة تعد بتوظيف الموارد المتاحة بأكثر الطرق ربحية، ويلعب مدراء البحث والتطوير دورًا رئيسيًا في اقتراح المشاريع وكذلك في تنفيذها.
في كل مرحلة من مراحل عملية البحث والتطوير، هناك العديد من القضايا الفنية والمالية والإدارية التي يجب حلها وتنسيقها، على سبيل المثال خلال أواخر السبعينيات وأوائل الثمانينيات، أنشأت العديد من شركات الكمبيوتر والإلكترونيات في الولايات المتحدة وأوروبا مشاريع بحثية رئيسية تهدف إلى تطويرأجهزة ذاكرة الفقاعة "bubble memory" لأجهزة الكمبيوتر الكبيرة، نظرًا لأنه ثبُت أن ذاكرات الفقاعات "bubble memories" مُمكنة تقنيًا (أي يمكنها العمل بشكل موثوق في ظل ظروف التشغيل العادية)، ثم تحول الانتباه إلى تطوير عمليات التصنيع لوحدات الذاكرة تلك بتكاليف تنافسية، وثبت أن هذا الجزء هو الأصعب من عمليات التطوير، وبحلول منتصف الثمانينيات من القرن العشرين، كانت ذاكرة الفقاعة قد استحوذت على حصة صغيرة فقط من إجمالي سوق ذاكرة الحواسيب.
كانت الصعوبات في تطوير مواصفات التصميم والتصنيع اللازمة لإنتاج وحدات ذاكرة فقاعية منخفضة التكلفة اختباراً شديدًا لمعرفة مستوى قوة مؤسسات البحث والتطوير في العديد من الشركات في الولايات المتحدة واليابان وأوروبا، كان على كل شركة أن توازن بين تكلفة الاستثمار المستمر في البحث والتطوير مقابل عواقب الانسحاب من أبحاث ذاكرة الفقاعة، اتخاذ قرار كهذا يتطلب إحساسًا قويًا بالسوق ومعرفة بالمسائل التقنية المطروحة، والأهم من ذلك، فهم أولويات الشركة وقدرتها على توفيرأموال البحث والتطوير.

## الهندسة القيميةوتحليل التكاليف والفوائد(value engineering and cost-benefit analysis)[8]
في المجالات التي تتقدم فيها التقنية بشكل أسرع، هناك حاجة إلى منتجات جديدة بشكل مستمر ولكن تبقى العديد من الصناعات بمعدل تغير طفيف، على الرغم من التطور في السفن والسيارات والهواتف وأجهزة استقبال التلفزيون خلال الربع الأخير من القرن العشرين فإن التغييرات لم تكن مذهلة على مستوى الصناعات، فإن الشركة المصنعة التي تستخدم أساليب متخلفة 10 سنوات عن الوقت الحاضر لا يمكنها المنافسة في هذه المنتجات السابق ذكرها، وهنا تتمثل مهمة مختبرات البحث والتطوير العاملة في هذه المجالات الصناعية لتقبي كل جانب من جوانب عملية الإنتاج قيد المراجعة وتحافظ على مستوى مستمر من التحسينات، وعلى الرغم من أن كل من تلك التحسينات قد يكون تافهًا في حد ذاته، إلا أن التأثير الإجمالي يؤثر بين نجاح وفشل منتجات الشركة في موقف تنافسي.
تم إضفاء الطابع الرسمي على هذه الجهود لتحسين المنتجات والعمليات الحالية تحت عناوين هندسة القيمة وتحليل التكلفة والعائد.
في الهندسة القيمية كل منتج كامل وكل مكون له وظيفته الأساسية الموصوفة بفعل عملي واسم، على سبيل المثال، عندما يقوم مهندس بتصميم مولد كهربائي لسيارة، يأخذ المهندس في الاعتبار جميع الطرق الممكنة الأخرى لتوليد الكهرباء ويحسب التكلفة لكل منها ويقارن أدنى تكلفة مع المولد الكهربائي الحالي في السيارة، فإذا كانت نسبة التكلفة قريبة بشكل معقول بين المولدين، فيمكن قبول ذلك المولد الذي صممه كعنصر فعال في السيارة، إذا لم يكن الأمر كذلك يقوم المهندس بفحص البدائل بمزيد من التفصيل. يتم تطبيق نفس الطريقة بالتناوب على كل جزء من القطع المكونه للمنتج حتى يتضح أنه يتم الحصول على أفضل قيمة وتكلفة ممكنة.
يعالج تحليل التكلفة والفائدة نفس المشكلة الأساسية من زاوية مختلفة، حيث يأخذ فريق البحث والتطوير كل جزء من المنتج أو العملية ويحدد وظيفته بدقة ويقاس فوائده أو فعاليته، ثم تتم مراجعة تكاليف إنتاج كل جزء مع الأخذ في الاعتبار المواد المشتراة والعمالة وتكلفة الاستثمار وأوقات التوقف وعوامل أخرى. يركز تحليل التكلفة والفائدة على العناصر الأغلى ثمناً ويجعل جهد الباحثين الأساسي في البحث عن وفورات في تلك العناصر، عند محاولة تحسين منتج أو عملية يجب توخي الحذر لتقييم البدائل على أساس نفس «التكلفة» و «الفوائد» بحيث لا تحصل الأساليب الانتاجية الحالية على ميزة خاصة لمجرد أنها مألوفة.
هاتان العمليتان (هندسة القيمة وتحليل التكلفة والعائد) لا نهاية لهما. كل مادة جديدة أو تقنية تصنيع جديدة أو طريقة جديدة لتنفيذ عملية ما تمنح المهندس فرصة لتحسين منتجه، ومن هذه التحسينات المستمرة تنبع الدرجة العالية من الاقتصادية والموثوقية للمعدات الحديثة.

## أسلوب تقييم ومراجعة المشروع (PERT)وطريقة المسار الحرج (CPM)
يواجه مدراء مشاريع البحث والتطوير بشكل متكرر مهمة التحكم في المشاريع التي تحتوي على عوامل غير معروفة وغير متوقعة، فعندما لا تكون المشاريع معقدة، يمكنهم استخدام الرسومات الشريطية لتخطيط أنشطة المشروع والتحكم فيها، وتقسم هذه الرسومات المشروع إلى أنشطة أو مهام منفصلة وتحلل كل مهمة على حدة للإشارة إلى متطلبات القوى العاملة اسبوعيا، ومع تقدم العمل تقوم تلك الرسومات بإظهار التقدم المُحرز وتقديرات لآثار أي تأخير أو صعوبات واجهها المشروع.
في منتصف الخمسينيات من القرن العشرين، تم تطوير طرق أكثر تعقيدًا لتخطيط المشاريع والتحكم فيها، فظهر نظامان (في نفس الوقت تقريبًا) يعتمدان على شبكة رسومية للأنشطة التي يتكون منها المشروع، هذه الطرق هي:
1. PERT (تقنية تقييم ومراجعة المشروع) استعملت لأول مرة في تطوير الغواصات القادرة على إطلاق صواريخ بولاريس.
2. CPM (طريقة المسار الحرج) استعملت لإدارة أعمال الصيانة السنوية في مصافي النفط ومنشآت الكيماويات.

يتم الآن استخدام العديد من التقنيات المطوره من التقنيتين الأصليتين، واللتان قد أثبتتا قيمتهُما بشكل خاص للمشاريع التي تتطلب العمل المنسق لمئات من المقاولين المنفصلين. وأصبح استخدام تقنيات تخطيط ومراقبة المشاريع القائمة على PERT أو CPM شائعًا الآن في جميع أنواع الهندسة المدنية وأعمال البناء، وكذلك في المشاريع التنموية الكبيرة مثل تصنيع الطائرات والصواريخ والمركبات الفضائية وأنظمة الحواسيب المركزية الكبيرة.

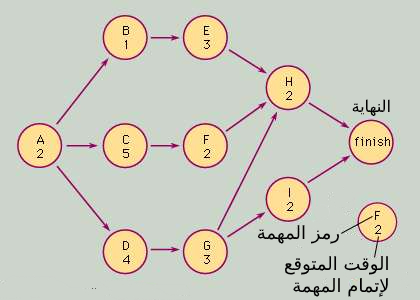
رسم توضيحي (1): مخطط سهمي لمشكلة طريقة المسار الحرج

يظهر في الرسم التوضيحي 1 على اليسار مثال بسيط لشبكة أو «مخطط سهمي (arrow diagram)» ولنفرض أنه يُستعمل في تطوير مكون إلكتروني لنظام معقد، في هذا المخطط السهمي تمثل كل دائرة مهمة أو نشاطًا محددًا يمثل جزءًا من المشروع، ويمثل الرقم الموجود في كل دائرة الوقت المتوقع لإتمام المهمة وهنا ترمز الأرقام في هذا المثال التوضيحي إلى الوقت المطلوب لإتمام المهام بالأسابيع.
في البداية تتطلب المهمة "A" أسبوعين لإكمالها وقد تكون المهمة على سبيل المثال، تطوير المواصفات العامة للمكون الإلكتروني، وقد تمثل المهمتان B و E جزأين متصلين بتصميم وحدة إمداد الطاقة، والمهمتان C و F تمثلان تصميم الدوائر الوظيفية الرئيسية، و D و G هي مهام لتصميم دائرة التحكم. وتشير الأسهم إلى أسبقية العلاقات وتوضح المهام التي يجب إكمالها قبل أن تبدأ المهام اللاحقة، في هذا المثال لا يمكن بدء المهام "B" و "C" و "D" حتى يتم إكمال "A" (أي أنه لا يمكن لأي شخص تصميم عناصر الجهاز الإلكتروني المحددة في باقي المهام قبل الاتفاق على المواصفات العامة للمكون الإلكتروني والتي تتم في المهمة A).
تتطلب المهمة H أسبوعين لإكمالها ولكن لا يمكن البدء فيها حتى يتم الانتهاء من تصميمات مصدر الطاقة والدوائر الوظيفية ودائرة التحكم، ولنفرض أن هذه المهمة (H) تمثل تصميم غلاف المكون الإلكتروني، ولا يمكن الوصول لمرحلة النهاية حتى يتم الانتهاء من جميع المهام التي تسبقها.
المخطط السهمي (arrow diagram) هو وسيلة مساعدة مهمة في تخطيط المشاريع لتحديد المدة التي سيستغرقها المشروع حتى يكتمل، وعند جمع كل أوقات المهام معًا في المثال يتضح أن هناك 24 أسبوعًا من العمل حتى ينتهي المشروع، لاحظ أنه يمكن القيام بأكثر من مهمة في وقت واحد، على سبيل المثال بمجرد اكتمال المهمة "A" يمكن بدء "B" و "C" و "D" والعمل عليها بشكل متزامن، وبالتالي يمكن تحديد أقرب تاريخ للانتهاء من خلال النظر في جميع «المسارات» الممكنة عبر الشبكة واختيار أطول مسار، أو المسار الذي يحتوي على مهام تتطلب وقت أكثر، وفي هذا المثال يكون المسار الأطول أو «الحرج (critical)» هو A – C – F – H ، ويتطلب وقتًا إجماليًا يبلغ 11 أسبوعًا.
يعطي المخطط السهمي (arrow diagram) معلومات إضافية لمُخططي المشروع، فأقرب وقت ممكن لبدء المهمة H هو تسعة أسابيع بعد بدء المشروع (أي بعد اكتمال المهام A و C و F)، وعند اكتمال المهمة "A" في نهاية الأسبوع 2، لا يلزم بدء المهمتين "B" و "E" على الفور لإكمال المشروع في أقل وقت ممكن؛ المهمتين B و E لكل منها ثلاثة أسابيع من «فترة الركود (slack)»، حيث يوضح الرسم التخطيطي أنه إذا بدأ العمل على المهمة B في الأسبوع 5، فسيتم إكمال المهمة في نهاية الأسبوع الخامس (بالتزامن مع نهاية العمل على المهمة C)؛ ثم ستبدأ المهمة E بعد ذلك في بداية الأسبوع 6 وتكتمل في الوقت المناسب لتبدأ المهمة H في أقرب وقت لها وهو بداية الأسبوع 10.
تعتبر فكرة الركود (slack) في شبكة المخطط السهمي للمشروع مفهومًا قويًا يسمح للمخططين بجدولة الموارد النادرة بكفاءة وإدارة القوى العاملة والمعدات بحيث يتم القيام بالأنشطة الحيوية في الموعد المحدد ويتم تأخير الأنشطة القابلة للتأخير (باستعمال عملية الركود "slack") دون تعريض المشروع للخطر، ويعتمد هذا المثال البسيط على منطق طريقة المسار الحرج CPM؛ حيث يحسب وقت المهمة من نقطة واحدة ويفترض أن الوقت النهائي لإكتمال المشروع هو مجموع أوقات المهام على أطول مسار زمنيا في المخطط، أما منطق بيرت فيضع تقديرات احتمالية لكل مهمة، وتكون التقديرات متشائمة وواقعية ومتفائلة لأوقات إنجاز كل مهمة.
في المشاريع الفعلية، غالبًا ما تكون العلاقات بين المهام المطلوبة معقدة، وقد يغطي المخطط السهمي (arrow diagram) الخاص بالمشروع جدار مكتب بالكامل، وعلى الرغم من أن العمل على المخططات السهمية وعلاقات الأسبقية وتقديرات وقت المهام وما إلى ذلك بالنسبة للمشاريع الكبيرة هي مهمة تستغرق وقتًا طويلاً، إلا أن CPM أو PERT هي وسائل مساعدة ممتازة للتخطيط، ويساعد انتشار برامج الحاسوب القادرة على التعامل مع المسار الأطول (الحرج) ووقت الركود والتحكم في الميزانية وتخصيص الموارد وجدولة الوقت في جعل CPM وPERT أكثر قيمة مما كانت عليه في الماضي.

## وصلات خارجية
- مجلة البحث العلمي
- واقع البحث والعلوم والتكنولوجيا في دول منظمة التعاون الاقتصادي والتطوير عام 2008